# Imre Biro
Imre Biro (n. 17 aprilie 1958, Turnu Roșu, Sibiu, România – d. 5 noiembrie 2023) a fost un fotbalist maghiar din România, jucător în echipa națională de fotbal a României, pentru care a marcat șase goluri.
În data de 11 octombrie 1978 a debutat în echipa națională a României, într-un meci cu echipa națională de fotbal a Poloniei. A mai jucat la echipele AS Armata TG Mures(1978-1983) și Politehnica Iași(1984-1985) 

## Legături externe
- Imre Biro, pe romaniansoccer.ro